# Glanslibellen (familie)
Glanslibellen (Corduliidae) zijn een familie van de echte libellen (Anisoptera).

## Kenmerken
Glanslibellen zijn middelgrote libellen die hun naam danken aan het glanzend (metaal-)groene tot zwarte lijf en de glanzend groene tot blauwgroene ogen. De meeste glanslibellen hebben een donkergroen tot zwart glimmend achterlijf, een goudglimmend borststuk en metaalgroene ogen. Alleen de tweevlek (in Nederland uiterst zeldzaam) wijkt hiervan af.

## Gedrag en voortplanting
Volwassen mannetjes van de glanslibellen zijn sterk territoriaal en maken lange patrouillevluchten. Hierdoor worden meestal niet veel glanslibellen tegelijkertijd gezien. Vrouwtjes hebben een verborgen leefwijze en worden meestal pas gezien tijdens de ei-afzet, als ze al gezien worden. De eitjes worden los in het water afgezet of in de oever vlak boven het water (metaalglanslibel). Glanslibellen rusten in verticale positie in bomen en struiken.

## Verspreiding en leefgebied
De verschillende soorten hebben een uiteenlopende habitatvoorkeur, maar zijn meestal wel sterk gespecialiseerd. Zo leeft de hoogveenglanslibel alleen in levend hoogveen, terwijl de bronslibel alleen voorkomt in matig stromende beken en rivieren met bomen op de oever.

## Geslachten
- Aeschnosoma Selys, 1870
- Antipodochlora Fraser, 1939
- Apocordulia Watson, 1980
- Archaeophya Fraser, 1959
- Austrocordulia Tillyard, 1909
- Austrophya Tillyard, 1909
- Cordulephya Selys, 1870
- Cordulia Leach, 1815 – Smaragdlibellen
- Corduliochlora Marinov & Seidenbusch, 2007
- Cordulisantosia Fleck & Costa, 2007
- Dorocordulia Needham, 1901
- Epitheca Burmeister, 1839 – Tweevlekken
- Gomphomacromia Brauer, 1864
- Guadalca Kimmins, 1957
- Helocordulia Needham, 1901
- Hemicordulia Selys, 1870
- Hesperocordulia Tillyard, 1911
- Heteronaias Needham & Gyger, 1937
- Idionyx Hagen, 1867
- Idomacromia Karsch, 1896
- Lathrocordulia Tillyard, 1911
- Lauromacromia Geijskes, 1970
- Libellulosoma Martin, 1907
- Macromidia Martin, 1907
- Metaphya Laidlaw, 1912
- Micromidia Fraser, 1959
- Navicordulia Machado & Costa, 1995
- Neocordulia Selys, 1882
- Neophya Selys, 1881
- Nesocordulia McLachlan, 1882
- Neurocordulia Selys, 1871
- Paracordulia Martin, 1906
- Pentathemis Karsch, 1890
- Procordulia Martin, 1907
- Pseudocordulia Tillyard, 1909
- Rialla Navás, 1915
- Somatochlora Selys, 1871 – Glanslibellen
- Syncordulia Selys, 1882
- Williamsonia Davis, 1913

Niet meer in deze familie
- Oxygastra Selys, 1870 – Bronslibellen. Dit geslacht werd lang in de familie van de glanslibellen geplaatst, maar behoort daar niet; het wordt nu in de familie van de zuidelijke glanslibellen (Synthemistidae) ondergebracht.[2][1]